# Rita Fornia

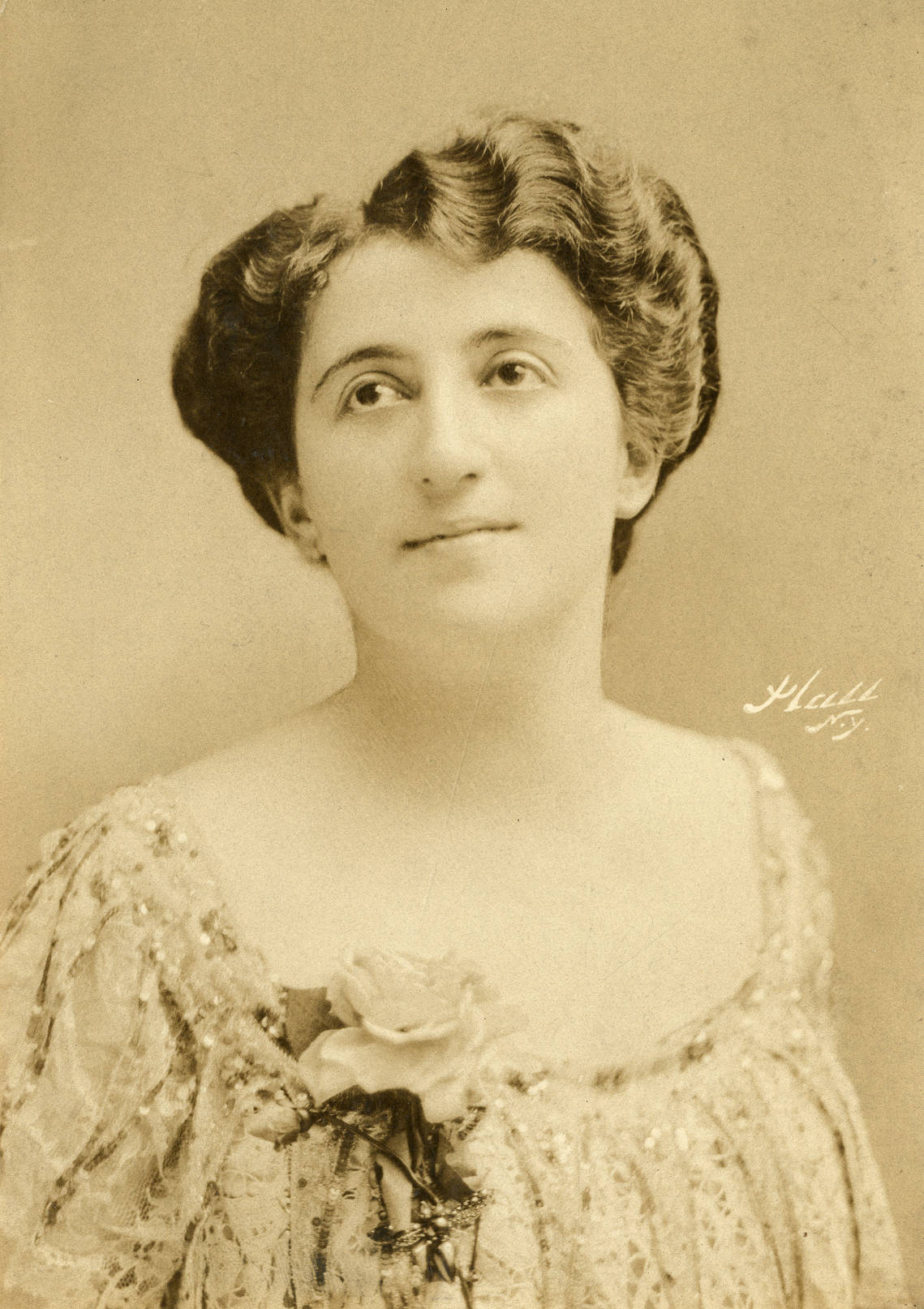
Regina Newman (Rita Fornia).

Rita Fornia, egentligen Regina Newman, född 17 juli 1878 i San Francisco, död 27 oktober 1922 i Paris, var en amerikansk operasångerska (koloratursopran). 
Efter studier i New York för Emil Fischer och Sofia Scalchi begav hon sig till Berlin och studerade sång för Selma Nicklass-Kempner. Debuten ägde rum på Hamburgs statsopera 1901 och året därpå fullbordades utbildningen hos Jean de Reszke i Paris. Återkommen till hemlandet sjöng hon 1903 på Brooklyn Academy of Music. 1906 började hon uppträda under pseudonymen Rita Fornia, vars efternamn var en förkortning för California, det vill säga delstaten hon var hemmahörande i. Mellan 1904 och 1906 turnerade hon i Nordamerika med Henry Savages operagrupp och 1907 anställdes hon vid Metropolitan Opera House i New York. Där medverkade hon vid flera premiärer, bland annat av Eugen d'Alberts Låglandet 1908, Horatio Parkers Mona 1912, Giacomo Puccinis Syster Angelica 1918 och vid den amerikanska premiären av Ermanno Wolf-Ferraris Le donne curiose 1912. Mestadels innehade hon mindre roller, men med kort varsel ersatte hon en gång Emma Eames i Trubaduren och vid ett annat tillfälle Marcella Sembrich i Barberaren i Sevilla. Hennes bästa roll ansågs vara Suzuki i Madama Butterfly.
Hennes sista roll blev just Suzuki i Madama Butterfly; 1922 avled hon efter en operation under ett besök hos sin syster i Paris.
Mellan 1910 och 1912 gjorde hon under namnet Rita Fornia grammofoninspelningar för bolagen Victor och Edison.